# 蒙古八旗
蒙古八旗（穆麟德轉寫：Monggo gūsa），本称八旗蒙古，简称蒙古或蒙古旗。旗下之人称蒙古、蒙古旗人，是清代八旗制度中的主要组成部分，也是外八旗旗分中人口最少的，主要由科尔沁、喀喇沁等临近后金的漠南蒙古之地内附降人所组成。在滿洲人對蒙古各部和明朝的战争中，蒙古八旗常常担任向导全军的角色，这是其重要性的直接体现。

## 简介
蒙古八旗主要源于漠南蒙古几个临近于后金的部分。由于后金的崛起，漠南蒙古诸部开始受到来自满洲势力的压制；另一方面，漠南诸部不满于名义上为全蒙古大汗的察哈尔林丹汗的凌虐，这些都是漠南诸部纷纷率众投奔后金的主要原因。同时，在后金对蒙古诸部的征服战争中又陆续收降了一些蒙古部众，他们均被编为蒙古佐领，隶属于满洲八旗之下，每旗有五个佐领。天命九年（1624年）在典礼和征战中已别为一部分。天聪三年（1629年），编组蒙古二旗，但旗籍仍属满洲八旗。天聪九年（1635年），在后金与察哈尔的战争中获得了重大胜利之后，清太宗皇太极将大批新获蒙古降人与之前编入满洲八旗的大部分蒙古佐领合编蒙古八旗，仍留在满洲八旗的有18个佐领。由于蒙古八旗的来源较为零散，直接编入八旗是相对较好的整合形式，在这点上与被编为盟旗制的外藩蒙古不同。蒙古八旗有一个独特之处在于人丁较少，每旗只有两个参领，不同于每旗拥有五个参领的满洲和汉军八旗。此外，蒙古八旗命名多以头参领、右参领等方位词为名，而满洲和汉军均以序数词命名。
蒙古八旗的编立增强了后金及其后身清朝的军事实力。虽然早期仍然带有游牧涣散之风和单兵战斗能力不及满洲兵的评价，但是随着对八旗制度的适应，在崇德末年，蒙古八旗由起初辅助满洲八旗的两翼作战部队成长为八旗军队中不可或缺的一大方面军。另外，蒙古八旗对蒙古各部和明朝九边地带都十分熟悉，后金在天命、天聪年间对蒙古和明朝的用兵，尤其是皇太极数次从蒙古绕道自喜峰口南下叩打京师和关内其他地区均由蒙古八旗充任向导。蒙古八旗的地位一般被认为是次于满洲，高于汉军，但由于待遇多与满洲旗人一致，故而地位上大体与满洲相近。旗内世家主要以元裔博尔济吉特氏为主。
由于清朝时期蒙古八旗的满化，在后期已达成了和满洲旗人一样的心态，故而民国以后认同满族的较多。不过，也有回报蒙古族者，如京剧名家言少朋。但在当时，蒙古八旗后裔的蒙古族身份已不被蒙古盟旗广泛承认，甚至还被呼之为“蛮子”。

## 误区
蒙古八旗和蒙古盟旗是两个完全不同的概念，其历史发展的轨迹也完全不同，但二者却常常使人混淆，如清末僧格林沁所部就经常被误称为“满蒙八旗最后的劲旅”，实际上僧格林沁是科尔沁左翼后旗的王爷，属于蒙古盟旗制度中的内札萨克蒙古。此外，其他与蒙古相关的军事建制，如察哈尔八旗、归化城土默特蒙古旗等属于内属蒙古，也不是蒙古八旗的一部分。

### 引证
1. 1 2  中国社会科学院近代史研究所政治史研究室 2011，第553, 555-556頁
2. ↑  清高宗御敕 & 傅恒等奉敕撰 1986，第96頁
3. ↑  杜家骥 2008，第46頁
4. ↑  杜家骥 2008，第38頁
5. ↑  杜家骥 2008，第31, 42, 43頁
6. ↑  张晋藩 & 郭成康 1988，第298-299頁
7. 1 2 3  杜家骥 2008，第42頁
8. ↑  张晋藩 & 郭成康 1988，第270頁
9. ↑  张晋藩 & 郭成康 1988，第270-272頁
10. ↑  杜家骥 2008，第43頁
11. ↑  杜家骥 2008，第42-43頁
12. ↑  张晋藩 & 郭成康 1988，第284頁
13. ↑  张晋藩 & 郭成康 1988，第268, 295, 296頁
14. ↑  鄂尔泰等 1985，第191-232頁
15. ↑  鄂尔泰等 1985，第25-190, 233-294頁
16. ↑  鄂尔泰等 1985，第222, 227頁
17. ↑  鄂尔泰等 1985，第180, 286頁
18. ↑  张晋藩 & 郭成康 1988，第296-298頁
19. ↑  张晋藩 & 郭成康 1988，第298-299頁
20. ↑  刘小萌 2008，第68頁
21. ↑  金启孮 2009，第5（前言）, 27頁
22. ↑  金启孮 2009，第164頁
23. ↑  新华网：炒豆胡同73、75、77号——僧格林沁王府
24. ↑   參:

### 书籍
- 杜家骥. . 人民出版社. 2008  [2013-01-05]. ISBN 9787010067537. （原始内容存档于2013-11-02）.
- 鄂尔泰等. . 东北师范大学出版社. 1985  [2013-01-05]. （原始内容存档于2013-11-03）.
- 金启孮. . 中华书局. 2009  [2013-01-05]. ISBN 9787101068566. （原始内容存档于2021-02-23）.
- 刘小萌. . 辽宁民族出版社. 2008  [2013-01-05]. ISBN 9787807225638. （原始内容存档于2021-04-04）.
- 清高宗御敕; 傅恒等奉敕撰. . 台湾商务印书馆. 1986年.[]
- 张晋藩; 郭成康. . 辽宁人民出版社. 1988  [2013-01-05]. ISBN 9787205005092. （原始内容存档于2021-05-04）.
- 中国社会科学院近代史研究所政治史研究室. . 社会科学文献出版社. 2011. ISBN 9787509725917.